# Magyar Ingatlanszövetség
A Magyar Ingatlanszövetség (MAISZ) szervezi és összefogja az ingatlanforgalmazással, -fejlesztéssel, -kezeléssel, -értékeléssel és általában az ingatlannal, továbbá a más ingatlanalapú vagyon- és üzletértékeléssel, valamint a pénzügyi elemzéssel foglalkozó tagokat, érdekeiket szakmai és gazdasági szempontból egyezteti és képviseli.

## A Szövetség célkitűzésie, feladatai
A Szövetség szervezi és összefogja az ingatlanforgalmazással, -fejlesztéssel, -kezeléssel, -értékeléssel és általában az ingatlannal, továbbá a más ingatlanalapú vagyon- és üzletértékeléssel, valamint a pénzügyi elemzéssel foglalkozó tagokat, érdekeiket szakmai és gazdasági szempontból egyezteti és képviseli. Elősegíti a szabad vállalkozást. Erősíti a szakma jó hírnevét. Figyelemmel kíséri, állást foglal, és részt vesz a tagok tevékenységét érintő jogszabályalkotási munkában. Folyamatos kapcsolatot tart fenn az államigazgatási szervekkel. Kidolgozza és karbantartja a szakmai etikai normákat. Elősegíti a tagság szakmai színvonalának, üzleti tevékenységének és külkapcsolatainak fejlesztését. Szakmai PR tevékenységet fejt ki.

## A Szövetség tagsága, összetétele és tevékenysége
A Szövetséget 21 ingatlanforgalmazó társaság alapította 1991. jan. 21-én Magyar Ingatlanforgalmazók Kamarája néven. A szervezet 1994. dec.16-án a Kamara nevet Szövetségre változtatta, majd a mai nevet 1998. május 28-án vette fel. Az első névváltoztatást a kamarai törvény életbelépése, az utóbbit pedig a Szövetség fejlődése indokolta. Ez megnyilvánult abban, hogy egyrészt a tagság létszáma örvendetesen megnövekedett, másrészt a kezdetben domináló ingatlanforgalmazás mellett az ingatlanszakma minden területének mind több reprezentánsa jelent meg a Szövetségben. Határozott igény fogalmazódott meg egyidejűleg arra, hogy a Szövetség vállalja el a szakma teljes vertikumának képviseletét és nyisson kaput a társaságok mellett az egyéni vállalkozóknak és magánszemélyeknek is. Az igénynek eleget téve, a Szövetségben ma 4 albizottság működik a szakmai bizottságon belül, a forgalmazók, értékelők, fejlesztők és kezelők albizottsága.

## Személytanúsítási szervezet
A Magyar Ingatlanszövetség 2003-ban létrehozta ingatlanszakemberek személytanúsítását végző személytanúsító szervezetét, hogy annak működtetésével a hazai ingatlanpiacon hozzájáruljon egy európai elvárásokat is kielégítő egységes ingatlanszakmai követelményrendszer kialakításához.
Az ingatlanszakemberek tanúsítása a Személytanúsító Szervezet által kizárólag szakmai alapon és az ISO/IEC 17024 számú szabvány, valamint a NAR-EA-8/01 IAF/EA útmutató követelményei alapján történik. A Személytanúsító Szervezet az EUFIM - címet azoknak az ingatlanos szakembereknek adományozza, akik rendelkeznek megfelelő gyakorlattal és végzettséggel, a tanúsításra felkészítő felsőszintű szaktanfolyamot sikeresen elvégzik, továbbá a minősítő vizsgán eredményesen tudják megvédeni a szakmai munkásságát. Ezt a címet ingatlanértékelő, illetve ingatlanközvetítő, -forgalmazó szakmákban ítéli oda a Személytanúsító Szervezet, mely cím viselésére a cím birtoklója folyamatos monitoring alatt öt évig jogosult.

## A Szövetség szolgáltatásai
A Szövetség alaptevékenysége az érdekképviselet. Ez főként a jogszabályalkotás és módosítás, valamint a korrekt üzleti és szakmai tevékenység biztosítása (etikai szabályzat, szakmai ajánlások) révén nyilvánul meg. A nemzetközi szervezetekkel folytatott együttműködés keretében a Szövetség tagjai részt vesznek szakmai előadásokon, konferenciákon, kiállításokon, üzletember találkozókon és bekapcsolódnak a nemzetközi ingatlanforgalmazásba. Ez utóbbit a CEI, TEGoVA és CEREAN interneten meglevő tagnévsora is elősegíti.
A Szövetség a bizottságok és a tagozatok munkáján túlmenően különböző szolgáltatásokkal, programokkal törekszik a tagság munkáját elősegíteni. A Szövetség működtet egy folyamatosan bővülő szakmai könyvtárat. A Szövetség által is alapított "Ingatlan és Befektetés" című szakmai lap fórumot biztosít ahhoz, hogy Szövetség széles körhöz szólhasson, és a lap egyben kedvezményes hirdetési lehetőséget kínál tagságnak.
A Szövetség által készített és kiadott angol-magyar ingatlanszakmai szótár a tagság külföldiekkel folytatott szakmai tevékenységét segíti.
Rendszeresek a szakmai továbbképzések, szakmai előadások hazai és külföldi előadók részvételével. Alkalmanként külföldi szakmai utakra is van lehetőség, amelyek a nemzetközi kapcsolatok további bővítését eredményezik.
Az évenként megrendezésre kerülő ingatlanbál hozzájárul a tagok közötti személyes, baráti kapcsolatok kialakuláshoz, illetve erősödéséhez.
A taglétszám folyamatos gyarapodásával egyidejűleg állandó törekvése a Szövetségnek, hogy a tagság érdekeinek minél jobban megfeleljen, képviseletét maradéktalanul ellássa, és a szolgáltatások egyre szélesebb kínálatát biztosítsa.

## A Szövetség partnerei
- Magyar Kereskedelmi és Iparkamara
- Budapesti Kereskedelmi és Iparkamara
- Magyar Jelzálogbank Egyesület
- Budapesti Igazságügyi Szakértői Kamara
- Magyar Lakásépítők Országos Szövetsége
- Építőipari Vállalkozók Országos Szövetsége
- BME Mérnöktovábbképző Intézet
- CEU Business School
- Füti Omega Ingatlaniskola
- OriGo Ingatlanbörze Egyesülés
- Magyar Ingatlangazdálkodók Szövetsége
- Ingatlanosok MO-i Érdekképviseleti Egyesülete
- BME Ingatlanszakértő szakképzés
- RICS Magyarország
- TEGoVA
- CEPI
- CEREAN
- FIABCI
- CEI
- RAMB
- ORRA
- NAR

## Külső hivatkozások
- MAISZ Archiválva 2007. május 9-i dátummal a Wayback Machine-ben